# Kommando Elektrolyrik
Kommando Elektrolyrik ist ein Künstlerkollektiv, das deutschsprachige Literatur mit elektronischer Musik verbindet. 

## Geschichte
Das Künstlerkollektiv Kommando Elektrolyrik ist Anfang 2008 aus der Autorengruppe Kommando Schreibmaschine hervorgegangen, mit der die Autoren Arne Hirsemann, Ivo Theele, Patrick Pieper und Elias Flügge (bis 2010) bereits deutschlandweit Auftritte im Lesebühnen-Format hatten. Nachdem der Musiker Lukas Schlaffke hinzukam, orientierte sich die Gruppe künstlerisch neu und kombinierte fortan als Kommando Elektrolyrik moderne deutsche Literaturformen mit elektronischer Live-Musik. Besonders der Performancecharakter der Literatur stand nun bei den Auftritten im Vordergrund. Ivo Theele äußerte sich dazu in einem Interview, dass für die Gruppe die Zielsetzung vor allem darin liege, "Literatur mit Bezug zur Gesellschaft zu schreiben und diese dann in innovativen, unterhaltsamen Formaten auf die Bühne zu bringen."
Mit der Kombination von Literatur und elektronischer Live-Musik erreichte Kommando Elektrolyrik schnell eine größere Öffentlichkeit: Seit 2009 folgten zahlreiche Auftritte, u. a. auf dem Internationalen Literaturfestival Bremen, dem Festival Literatürk in Essen sowie im Literaturhaus Hamburg und im Prager Literaturhaus deutschsprachiger Autoren. Ende 2010 brachte das Künstlerkollektiv ihren ersten Tonträger Status geändert beim Gonzo-Verlag in Mainz heraus. Anfang 2011 wurden sie von der Neuen Westfälischen Zeitung für ihre "gelungene Neudefinition der Literatur" mit dem Stern des Jahres ausgezeichnet. Für verschiedene Tourneen sowie Musikvideos wurde die Gruppe von den Institutionen Initiative Musik und Create.Music-Owl gefördert.
Waren die Auftritte der Gruppe zunächst hauptsächlich auf den deutschsprachigen Raum beschränkt, wurden sie 2011 auch vom Goethe-Institut entdeckt. Im Sommer 2011 absolvierten sie im Rahmen der Feierlichkeiten zum 20-jährigen Jubiläum des Deutsch-Polnischen Nachbarschaftsvertrages für das Auswärtige Amt und das Goethe-Institut Auftritte in insgesamt zehn polnischen Städten; Tourneen mit Auftritten und Workshops in Norwegen, Dänemark, Island, Polen, Slowakei und zuletzt Südafrika folgten.

## Auszeichnungen
- Stern des Jahres 2010 (verliehen von der Neuen Westfälischen Zeitung)

## Veröffentlichungen

### Tonträger
- Kommando Elektrolyrik: Status geändert. Gonzo-Verlag, Mainz 2010, ISBN 978-3981223767 (Audiobook).